# 油蔴地街坊會學校

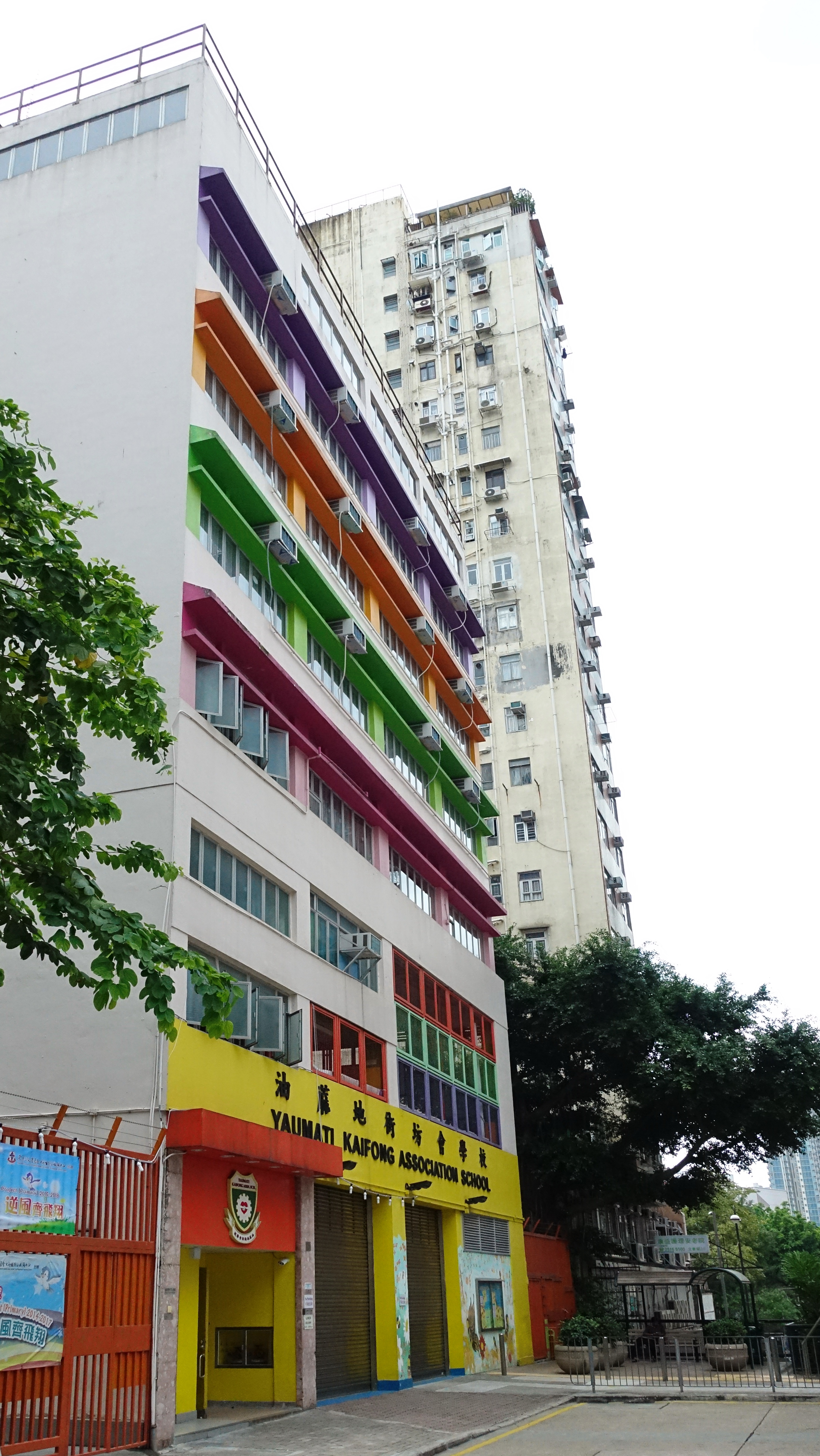
油蔴地街坊會學校

油蔴地街坊會學校（英語：Yaumati Kaifong Association School）是位於香港油尖旺區的一間小學，於1968年成立。該校的校舍奠基禮於1967年舉行，由時任油麻地街坊福利會會長曾榕負責主持儀式。

## 校政管理
歷任校監
- 1968年至？：黎醒民 先生[3]
- 伍江 先生[4]
- 楊子熙 先生

歷任校長
- 1968年至？：梁仁滿 先生[3][5]
- 羅百津 先生[4]
- 張漪薇 女士
- 黃穎詩 女士

## 歷史

### 學校設備
學校有12個課室、1個禮堂、1個操場、1個圖書館、8個特別室（電腦室、音樂室、多媒體語言學習室、視覺藝術室、多用途活動室、輔導室、會議室、資源室。）

## 著名/傑出校友
- 利愛安：香港女藝人
- 李彭廣，BBS，JP：前嶺南大學公共管治研究部主任及政治及社會學系副教授[6]

## 外部連結
- 油蔴地街坊會學校 - 學校網站 （页面存档备份，存于）